# Club Deportivo Unión Sur Yaiza
El Club Deportivo Unión Sur Yaiza Montaña la Cinta es un equipo de fútbol del municipio de Yaiza, al sur de la isla de Lanzarote (Canarias, España). Actualmente juega en la Segunda Federación.

## Historia
El club se fundó el 13 de junio de 1983 con el nombre de Club Deportivo Unión Sur Yaiza, siendo su primer presidente Amadeo Martín Medina. El club inició su andadura en la Tercera Regional, alcanzando el nivel superior tras la temporada 1984-85 y la máxima categoría del fútbol insular dos campañas después. 
En el curso futbolístico 1997-98 el club disputó la promoción de ascenso al clasificarse entre los cuatro primeros en liga. El Altavista Club de Fútbol, campeón de la temporada regular, el Haría Club de Fútbol y la Unión Deportiva Valterra serían sus rivales en la liguilla que dilucidaba que equipo de la isla seguiría en la lucha por subir. El conjunto sureño no realizó un buen papel y con una única victoria en las seis jornadas sería el peor de los participantes.
La fase regular de Primera Regional finalizó en la 1998-99 con el equipo verdillo como subcampeón, por detrás del San Bartolomé Club de Fútbol y por delante del Club Deportivo Tahíche y el Haría Club de Fútbol. Por segundo año consecutivo el Unión Sur accedió a la promoción y en esta ocasión en la liguilla entre los cuatro primeros clasificados se hizo con el primer puesto en la última jornada. Como vencedor de la liguilla de promoción de Lanzarote los verdinegros se midieron ahora en una eliminatoria a doble partido al primer clasificado de la de Fuerteventura, el Cub Deportivo Corralejo B. El vencedor de la misma ascendió a Preferente mientras que el perdedor aún tenía una nueva oportunidad ante el derrotado en la eliminatoria por alcanzar la Preferente desde la Primera Regional de Gran Canaria. La ida en tierras majoreras se saldó con un empate a uno mientras que en el encuentro de vuelta, celebrado el 20 de junio en el Municipal de Yaiza, los locales vencieron por 2-0. Los hombres entrenados por Gabriel González consiguieron así el ansiado premio, el Unión Sur Yaiza era ya equipo de Preferente.

### Efímero paso por Tercera División
Tras tres terceros puestos consecutivos el Unión Sur logró el subcampeonato en la temporada 2005-06. Este segundo puesto le daba por primera vez la posibilidad de ascender a Tercera División para lo cual debía superar una eliminatoria a ida y vuelta contra el subcampeón de la Preferente de Tenerife, Club Deportivo Unión Tejina. El 17 de junio de 2006 los verdillos tomaron ventaja al vencer en el primer partido por 1-0 con gol de Tabares. Nueve días después, y ante los más de dos mil espectadores que poblaban las gradas del Izquierdo Rodríguez de Tejina, se disputó el encuentro de vuelta. En él un gol local empató la eliminatoria en la primera parte pero el equipo conejero se rehízo volteando el marcador en la segunda con tantos de Víctor y Tana. El equipo blanquiazul conseguiría finalmente igualar a dos, resultado insuficiente para evitar que los yaiceros festejaran ser nuevo equipo de Tercera División.
El estreno en categoría nacional en la 2006-07 no sería ni mucho menos el soñado, teniendo que esperar a la jornada once para cosechar la primera victoria. Su primer triunfo en este nivel fue un 2-0 frente a la Unión Deportiva Las Zocas a finales de octubre con goles de Oswaldo y Pancho. La dinámica no cambió y Mame Fernández presentó su dimisión el 27 de febrero, tras la jornada veintiocho, con el Yaiza como farolillo rojo y a catorce puntos de la salvación. Francisco Díaz Romero "Cuco" se hizo cargo del equipo para las últimas doce fechas pero no logró que abandonase el último puesto, acabando los verdillos a trece puntos del objetivo habiendo sumado tan solo treinta y tres.

### Vuelta a Tercera y consolidación
Dirigido desde el banquillo por Juan Antonio Machín el conjunto verdillo comenzó la temporada 2012-13 de forma irregular. Sin embargo ocho victorias consecutivas auparon al equipo a la parte alta de la clasificación, terminando la campaña con sesenta y cinco puntos al igual que el Club Deportivo Arguineguín. Solo el Club Deportivo El Cotillo superó esa puntuación, siendo el Unión Sur Yaiza segundo gracias a un mejor golaveraje. Esta posición le permitió disputar el ascenso a Tercera con el subcampeón de la Preferente tinerfeña, el Club Deportivo San Andrés. En la isla de Tenerife los locales vencieron por 1-0 pero en la vuelta el Unión Sur Yaiza consiguió remontar ganando 2-0 con goles de David Martín y Rubén Mendoza en un partido en el que apenas sufrió.
El club confió en Carlos Ramírez para el regreso a la cuarta división del fútbol nacional y con él ocupando el banquillo los verdinegros consiguieron por primera vez la permanencia en esta categoría, finalizando en una meritoria novena plaza. La campaña siguiente Carlos Ramírez sería destituido el 26 de marzo de 2015 debido a discrepancias con la directiva, cuando tenía al equipo sexto en la tabla a solo dos puntos de los puestos que daban derecho a jugar la promoción de ascenso. José Labrador fue el elegido como su sustituto para dirigir a los verdillos en la recta final de una campaña en la que acabaron quintos, a cuatro puntos del cuarto, la mejor clasificación del club en Tercera hasta la fecha.
En el verano de 2018 la directiva del club llegó a barajar el retirarse de la competición por falta de apoyos pero finalmente se decidió por dar continuidad al proyecto deportivo. En junio del 2019 el que fuera presidente de la entidad las últimas temporadas, Vicente Tavío, presentó la dimisión. Una nueva directiva, con Santi Díaz al frente, se hizo cargo del club, que en julio de 2019, la nueva directiva presentó a Santi Torres como nuevo entrenador. Tras dos años en Preferente recuperaron la renovada Tercera Federación en 2021.

### Ascenso a Segunda Federación
Después del último ascenso, el equipo se consolidó en Tercera Federación. En la tercera temporada consecutiva en el ahora 5.º nivel del fútbol español, consiguió una meritoria tercera posición en la liga de 2023-24 y tras eliminar en los playoff por el ascenso a Las Palmas Atlético, Panadería Pulido y Portugalete, accedió por primera vez a Segunda Federación.

## Uniforme
- Local: La camiseta es verde con toques blancos, pantalón y medias negras.
- Visitante: El uniforme visitante es completamente rojo.

## Estadio

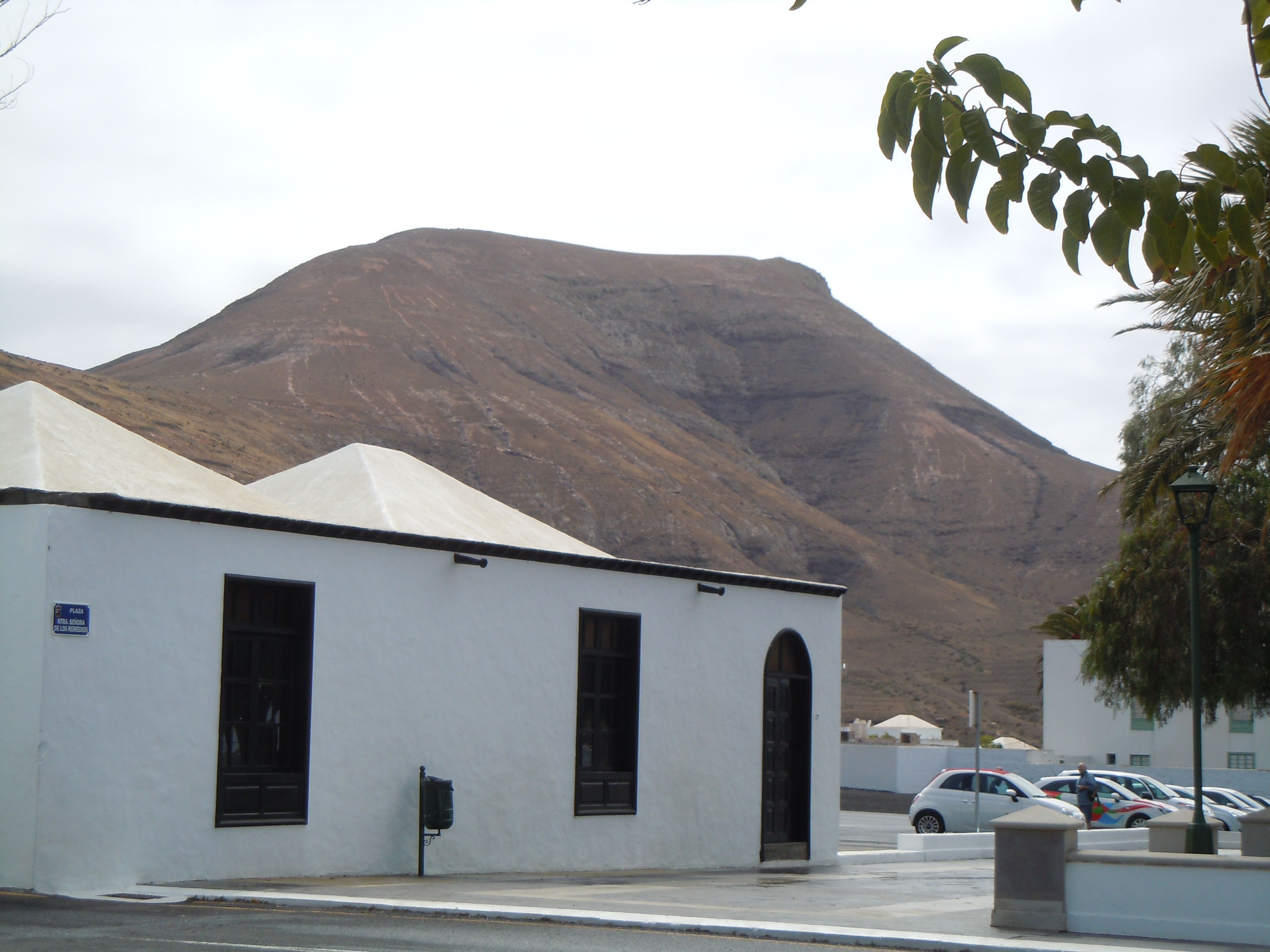
La Montaña de la Cinta, junto a la cual se sitúa el Municipal de Yaiza, se encuentra representada en el escudo del club.

Actúa como local en el Municipal de Yaiza, recinto con capacidad para aproximadamente dos mil espectadores. El terreno de juego, situado a los pies de la Montaña La Cinta, cuenta con césped artificial. Para la temporada 2024-25, la de su estreno en Segunda Federación, comenzará tanto la pretemporada como los primeros partidos de liga jugando en el Municipal de Tías por las obras de mejora que se tienen que acometer en el Municipal de Yaiza.

## Temporadas
| Temporada | División     | Puesto | Copa |
| --------- | ------------ | ------ | ---- |
| 1983-84   | 3.ª Regional |        |      |
| 1984-85   | 3.ª Regional |        |      |
| 1985-86   | 2.ª Regional |        |      |
| 1986-87   | 2.ª Regional |        |      |
| 1987-88   | 1.ª Regional |        |      |
| 1988-89   | 1.ª Regional |        |      |
| 1989-90   | 1.ª Regional | 9.º    |      |
| 1990-91   | 1.ª Regional | 2.º    |      |
| 1991-92   | 1.ª Regional | 7.º    |      |
| 1992-93   | 1ª Regional  | 14.º   |      |
| 1993-94   | 1.ª Regional | 10.º   |      |
| 1994-95   | 1.ª Regional | 10.º   |      |
| 1995-96   | 1.ª Regional | 14.º   |      |
| 1996-97   | 1.ª Regional | 6.º    |      |
| 1997-98   | 1.ª Regional | 3.º    |      |
| 1998-99   | 1.ª Regional | 2.º    |      |
| 1999-00   | Preferente   | 5.º    |      |
| 2000-01   | Preferente   | 6.º    |      |
| 2001-02   | Preferente   | 8.º    |      |
| 2002-03   | Preferente   | 3.º    |      |
| 2003-04   | Preferente   | 3.º    |      |

| Temporada | División       | Posición | Copa |
| --------- | -------------- | -------- | ---- |
| 2004-05   | Preferente     | 3.º      |      |
| 2005-06   | Preferente     | 2.º      |      |
| 2006-07   | 3.ª División   | 21.º     |      |
| 2007-08   | Preferente     | 12.º     |      |
| 2008-09   | Preferente     | 13.º     |      |
| 2009-10   | Preferente     | 3.º      |      |
| 2010-11   | Preferente     | 8.º      |      |
| 2011-12   | Preferente     | 4.º      |      |
| 2012-13   | Preferente     | 2.º      |      |
| 2013-14   | 3.ª División   | 9.º      |      |
| 2014-15   | 3ª División    | 5.º      |      |
| 2015-16   | 3.ª División   | 11.º     |      |
| 2016-17   | 3.ª División   | 7.º      |      |
| 2017-18   | 3.ª División   | 10.º     |      |
| 2018-19   | 3.ª División   | 18°      |      |
| 2019-20   | Preferente     | 10.º     |      |
| 2020-21   | Preferente     | 1.º      |      |
| 2021-22   | 3ª Federación  | 6.º      |      |
| 2022-23   | 3.ª Federación | 10.º     |      |
| 2023-24   | 3.ª Federación | 3.º      |      |
| 2024-25   | 2.ª Federación | 17.º     |      |

## Jugadores

### Datos del Club
- Temporadas en Segunda Federación: 1
- Temporadas en Tercera Federación: 3
- Temporadas en Tercera División: 7
- Temporadas en Preferente: 15
- Temporadas en Primera Regional: 12
- Temporadas en Segunda Regional: 2
- Temporadas en Tercera Regional: 2